# Bloemneusvleermuis
De bloemneusvleermuis (Anthops ornatus) is een vleermuis uit de familie der bladneusvleermuizen van de Oude Wereld (Hipposideridae) die voorkomt op Choiseul, Guadalcanal en Santa Isabel in de Salomonseilanden en op Bougainville in Papoea-Nieuw-Guinea. Van deze soort zijn nog geen tien exemplaren bekend, waarvan de laatste in 1990 gevangen zijn.
De bloemneusvleermuis is de enige soort van het geslacht Anthops, dat waarschijnlijk verwant is aan bepaalde soorten van Hipposideros (aan welke precies is onduidelijk). In gepubliceerde fylogenetische analyses is als zustergroep van de bloemneusvleermuis een groot aantal claden voorgesteld: een groep van Coelops en Hipposideros corynophyllus, een groep van Triaenops, Hipposideros jonesi en Hipposideros curtus, een groep van Hipposideros calcaratus en Hipposideros maggietaylorae of een clade van vele of alle Hipposideros-soorten plus Asellia en mogelijk Cloeotis en Aselliscus stoliczkanus.
De naam "bloemneusvleermuis" is een verwijzing naar de vorm van het neusblad, dat wel wat weg heeft van een bloem. Het neusblad en de onderkaak zijn beide oranje van kleur. De haren van de rugvacht hebben zwarte punten en wortels, maar zijn voor de rest zilverkleurig. De haren op de buik lijken hierop, maar de zwarte punt ontbreekt. De kop-romplengte voor een mannetje uit Guadalcanal bedraagt 49,0 mm, de staartlengte 6,5 mm, de voorarmlengte 48,6 mm, de tibialengte 23,2 mm, de oorlengte 19,0 mm en het gewicht 8,0 g. Voor een vrouwtje uit hetzelfde eiland was de kop-romplengte 46,6 mm, de voorarmlengte 49,3 mm, de tibialengte 22,4 mm en de oorlengte 18,5 mm.